# جمعية التنين الأسود
كانت جمعية التنين الأسود أو جمعية نهر أمور أو كوكوريوكاي مجموعة شبه عسكرية بارزة وذات نزعة يمينية قومية متطرفة في اليابان.

## التاريخ
تأسست الجمعية في عام 1901 على يد خبير الفنون القتالية «أوشيدا ريوهي» كخليفة لـ غينيوشا وهي جمعية مرشده «ميتسورو توياما». اشتُقَ اسمها من ترجمة نهر آمور، الذي يطلق عليه هيلونغجيانغ أو «نهر التنين الأسود» في اللغة الصينية، ويصبح اسمها  كوكوريوكاي في اللغة اليابانية. كان هدفها العام دعم الجهود المبذولة للحفاظ على الإمبراطورية الروسية في شمال نهر آمور وخارج شرق آسيا.
بذلت كوكوريوكاي في البداية جهودًا مضنية لتنأى بنفسها عن العناصر الإجرامية لجمعية غينيوشا السابقة لها. ونتيجة لذلك، ضمت عضويتها كبار ضباط الجيش وأعضاء من مجلس الوزراء بالإضافة إلى عملاء سريين محترفين. ورغم ذلك، ومع مرور الوقت، وجدت الجمعية استخدام الأنشطة الإجرامية وسيلةً مناسبة لإنهاء العديد من عملياتها.
نشرت الجمعية صحيفة لها، وأدارت مدرسة للتدريب على التجسس والتي أرسلت منها عملاء لجمع المعلومات الاستخبارية عن الأنشطة الروسية في روسيا ومنشوريا  وكوريا والصين. وضغطت على السياسيين اليابانيين لتبني سياسة خارجية قوية. دعمت كوكوريوكاي سياسة وحدة آسيا، وقدمت الدعم المالي للثوار مثل «صن يات سين» و«إميليو أغينالدو».
أثناء الحرب الروسية اليابانية وضم كوريا والتدخل السيبيري؛ استفاد الجيش الياباني الإمبراطوري من شبكة كوكوريوكاي في التجسس والتخريب والاغتيال. نظموا حرب عصابات منشورية ضد الروس مؤلفة من أمراء الحرب الصينيين وزعماء قطاعي الطرق في المنطقة وكان أهمهم المارشال «تشانغ تسو لين». شنَّ أعضاء جمعية التنين الأسود حملة حرب نفسية ناجحة للغاية بالتعاون مع الجيش الياباني، إذ نشروا معلومات مضللة وبروباغندا تخدم مصالحهم في جميع أنحاء المنطقة. وعملوا أيضًا مترجمين فوريين للجيش الياباني.
ساعدت كوكوريوكاي الجاسوس الياباني العقيد «موتوجيرو أكاشي». أدار« أكاشي»، الذي لم يكن عضوًا مباشرًا في جمعية التنين الأسود، عمليات ناجحة في الصين ومنشوريا وسيبيريا، وأقام صلات في جميع أنحاء العالم الإسلامي. واستمرت هذه الصلات في آسيا الوسطى خلال الحرب العالمية الثانية. شكلت جمعية التنين الأسود أيضًا اتصالًا وثيقًا وحتى تحالفات مع الطوائف البوذية في جميع أنحاء آسيا.
خلال عشرينيات وثلاثينيات القرن الماضي، تطورت كوكوريوكاي لتصبح أكثر من منظمة سياسية تقليدية، وهاجمت علناً الفكر الليبرالي واليساري. ورغم أنها لم تضم أكثر من عشرات الأعضاء في أي وقت خلال هذه الفترة، فإن العلاقات الوثيقة لأعضائها بالشخصيات البارزة في الحكومة والعسكريين وقادة الأعمال التجارية الأقوياء؛ أعطتها قوة وتأثيرًا أكبر بكثير من معظم الجماعات القومية المتطرفة الأخرى.
بعد أن كانت موجهة في البداية ضد روسيا فقط، وسّعت كوكوريوكاي، في الثلاثينيات من القرن العشرين، أنشطتها في جميع أنحاء العالم، ووضعت عملاء لها في أماكن متنوعة مثل إثيوبيا وتركيا والمغرب وعبر أنحاء جنوب شرق آسيا وأمريكا الجنوبية، وكذلك أوروبا والولايات المتحدة.
في عام 1946، انحلت جمعية  كوكوريوكاي رسميًا بأمر من سلطات الاحتلال الأمريكي.
وفقًا لكتاب «براين دايزن فيكتوريا»  قصص الحرب في زن، فقد أُعيد تشكيل جمعية التنين الأسود في عام 1961 لتصبح باسم نادي التنين الأسود. ولكن لم يتجاوز عدد أعضاء هذا النادي 150 عضوًا بهدف النجاح في تحقيق أهداف جمعية التنين الأسود السابقة.

## الأنشطة في الولايات المتحدة
كان للمنظمة تأثير على السود أصحاب النعرات القومية والمثيرين للفتنة، هادفةً لإثارة الاضطرابات العرقية. أحب الأمريكيون أصحاب الأصول الأفريقية رمزية التنين الأسود الذي يحارب النسر الأمريكي والأسد البريطاني.
كجزء من جهودهم تلك، أرسلوا عميلهم «ساتوكاتا تاكاهاشي»  للترويج لسياسة وحدة آسيا وادعاء أن اليابان ستعاملهم بمساواة كاملة. وأصبح «تاكاهاشي» راعيًا لـ «إليجاه محمد» ومنظمته أمة الإسلام إضافةً إلى حركة المحيط الهادئ في العالم الشرقي.
زعمت حركة سلام إثيوبيا التي أطلقتها «ميتي مود لينا جوردون» أنها مرتبطة بكوكوريوكاي.
في 27 مارس 1942، اعتقل عملاء مكتب التحقيقات الفيدرالي أعضاء في جمعية التنين الأسود في وادي سان جواكين، كاليفورنيا.
في معسكر مانزانار الدولي، رفعت مجموعة صغيرة من اليابانيين المؤيدين للإمبراطورية أعلام جمعية التنين الأسود وأخافوا السجناء اليابانيين الآخرين.